# 凯蒂·哈德森 (专辑)
《凯蒂·哈德森》（英語：Katy Hudson）是美国歌手凯蒂·哈德森（后来采用凯蒂·佩里作为艺名）的第一張录音室专辑。专辑于2001年2月8日由红山唱片发行。歌曲将基督教音乐和当代基督教音乐元素与青少年、儿童和哈德森对上帝信仰的歌词主题糅合在一起。专辑的评价褒贬不一，销量也不到200张。后来由于哈德森的知名度日益增加，专辑的需求量才增加。

## 詞曲
《凯蒂·哈德森》让哈德森探索基督摇滚和当代基督音乐（CCM）之余，夹带着被形容为受流行摇滚显著影响的另类乐曲方向。在接受其官方网站采访时，哈德森指出乔纳森·布鲁克、珍妮弗·克纳普、戴安娜·克瑞儿和费欧娜·艾波等艺人给予她音乐上的影响。《相信我》（Trust in Me）、《纯天然》（Naturally）和《内心的魔鬼》（My Own Monster）被称为用来捕捉“通常归因于青少年的孤独、恐惧和疑惑”。
专辑首要特点是带着“电子乐效果”和“坚实的摇滚根基”的“萦绕于心头”的琴弦。歌曲《咄咄逼人》（Piercing）极具侵犯性，描绘出对人们所拥有的一次性东西的迷恋。在歌曲中，哈德森唱道：“主啊，让我看清现实吧/你是我所需要的一切（Lord, help me see the reality / That all I'll ever need is You）”。而歌曲《最后的求救》是哈德森在阅读道森·麦卡利斯的书作《最后的求救：曾改变了美国的一位少年》（Last Call for Help: Changing North America One Teen）。从音乐上，可以看到哈德森融入到更具爵士导向性的声调中。哈德森表示《成长的痛苦》（Growing Pains）是儿童和青少年的赞美诗，阐明社会对他们无作为形象的共同认知，经常认为他们是不相信或者对上帝知之甚少的人。歌曲《想吐》（Spit）是哈德森在八年级时写的，道出了她在基督教学校看到的虚伪。
《信仰不会失灵》（Faith Won't Fail）的灵感来源于信仰在《圣经》的情境和章节中总是很奏效；哈德森在《找我》（Search Me）中评论道：“让我纠结的是一个事实——我在舞台上的一言一行会怎样的影响其他人，这让我感到纠结。我不想在一切并不太妙时把东西放到前面来。我想要让它保持真实，但仍然给人希望。”专辑以《什么都不剩时》（When There's Nothing Left）收尾，该曲被形容为“献给上帝的一封清脆纯洁的‘情书’”。专辑被认为脱离泡泡堂流行综艺的血脉，反倒唤起与蕾切尔·兰帕和杰西·韦拉斯克斯等基督流行乐女歌手的比较。

## 宣传巡演
为了宣传专辑，哈德森参加巡演，为菲尔·乔尔、地球外衣乐团和V*Enna作开场表演，之后踏上46站个人巡回演唱会之旅。
| 各场次排期     | 各场次排期       | 各场次排期 | 各场次排期                 |
| 日期           | 城市             | 国家       | 场馆                       |
| -------------- | ---------------- | ---------- | -------------------------- |
| 北美           |                  |            |                            |
| 2001年9月6日   | 谢尔曼           | 美国       | 奥斯丁大学礼堂             |
| 2001年9月7日   | 圣安东尼奥       | 美国       | 大学联合卫理公会教堂       |
| 2001年9月8日   | 阿比林           | 美国       | 哈定-西蒙斯大学            |
| 2001年9月9日   | 奥斯汀           | 美国       | 西湖圣经教堂               |
| 2001年9月11日  | 威奇托福尔斯     | 美国       | 威奇托福尔斯剧院           |
| 2001年9月13日  | 达拉斯           | 美国       | The Door俱乐部             |
| 2001年9月14日  | 诺曼             | 美国       | 共通点咖啡屋               |
| 2001年9月15日  | 休斯敦           | 美国       | 第一浸信会教堂-摩尔托敬拜  |
| 2001年9月16日  | 布赖恩           | 美国       | VFW Wall                   |
| 2001年9月19日  | 拉伯克           | 美国       | 印第安纳大道浸信会教堂     |
| 2001年9月21日  | 巴特尔斯维尔     | 美国       | 巴特尔斯维尔卫斯理工会大学 |
| 2001年9月22日  | 西罗亚温泉       | 美国       | 欧扎克JBU教堂              |
| 2001年9月23日  | 琼斯伯勒         | 美国       | 第一浸信会教堂             |
| 2001年9月26日  | 阿卡德尔菲亚     | 美国       | 欧奇塔浸信会大学           |
| 2001年9月28日  | 格罗夫城         | 美国       | 格罗夫城大学克劳馥德礼堂   |
| 2001年9月29日  | 格兰森姆         | 美国       | 弥赛亚大学布鲁贝克礼堂     |
| 2001年10月3日  | 马利布           | 美国       | 佩珀代因大学               |
| 2001年10月6日  | 迪尔菲尔德       | 美国       | 三一大学                   |
| 2001年10月7日  | 威斯特布鲁克     | 美国       | 威斯特布鲁克基督教教堂     |
| 2001年10月9日  | 高地市           | 美国       | 泰勒大学                   |
| 2001年10月11日 | 托莱多           | 美国       | 托莱多大学                 |
| 2001年10月12日 | 迪比科           | 美国       | 以马忤斯圣经学院礼堂       |
| 2001年10月13日 | 威尔莫           | 美国       | 艾斯拜瑞学院               |
| 2001年10月14日 | 纳什维尔         | 美国       | 贝尔科特剧院               |
| 2001年10月15日 | 纳什维尔         | 美国       | 贝尔科特剧院               |
| 2001年10月16日 | 拉斐特           | 美国       | 普渡大学大学教堂           |
| 2001年10月18日 | 布卢明顿         | 美国       | 舍伍德橡树基督教教堂       |
| 2001年10月20日 | 大急流城         | 美国       | 基层，实体生活教堂         |
| 2001年10月21日 | 密尔沃基         | 美国       | 十字路口长老会教堂         |
| 2001年10月22日 | 新布莱顿         | 美国       | 奥肖内西教育中心           |
| 2001年10月23日 | 苏瀑             | 美国       | 苏瀑大学                   |
| 2001年10月25日 | 科罗拉多斯普林斯 | 美国       | 先锋教堂                   |
| 2001年10月26日 | 波德             | 美国       | 平熨斗剧院                 |
| 2001年10月27日 | 丹佛             | 美国       | 瑞吉斯大学礼堂             |
| 2001年10月28日 | 布埃纳文图拉     | 美国       | 山高地浸信会教堂           |
| 2001年10月31日 | 哈蒂斯堡         | 美国       | 威廉·凯里学院史密斯礼堂    |
| 2001年11月1日  | 盖恩斯维尔       | 美国       | 佛罗里达剧院               |
| 2001年11月2日  | 塔拉赫西         | 美国       | 劳顿·奇利斯礼堂            |
| 2001年11月4日  | 奥兰多           | 美国       | 韦斯利基金会               |
| 2001年11月9日  | 西棕榈滩         | 美国       | 棕榈滩大西洋大学           |
| 2001年11月11日 | 克莱姆森         | 美国       | 克莱姆森大学               |
| 2001年11月12日 | 蒙哥马利         | 美国       | 列车小屋                   |
| 2001年11月13日 | 欧本             | 美国       | 欧本大学                   |
| 2001年11月16日 | 哥伦比亚         | 美国       | 山顿浸信会教堂             |
| 2001年11月17日 | 埃伦             | 美国       | 埃伦第一联合卫理公会教堂   |
| 2001年11月18日 | 哈里森堡         | 美国       | 法院广场剧院               |

## 评价
| 評論得分          | 評論得分 |
| 來源              | 評分     |
| ----------------- | -------- |
| AllMusic          | [ 3 ]    |
| 《公告牌》        | 正面     |
| 《今日基督教》    | 正面     |
| 《穿越节奏》      | [ 8 ]    |
| 《幻像天堂》 （The Phantom Tollbooth） | [ 5 ]    |

AllMusic的斯蒂芬·托马斯·艾尔维恩给予专辑三星（满分五星）评价，表示凭借着专辑，哈德森“向艾拉妮丝·莫莉塞特透露出了非常重的恩情”。艾尔维恩也解释称，有些歌曲的歌词有着性色彩，并把那些标榜为专辑里“最有趣的事情”，把唱片总体上的声音描述成“一种有攻击性的、生产过多的音墙，这是许多当代基督音乐艺人为了证明他们是当代派的所想要做的”。
《今日基督教》作家拉斯·伯雷梅尔（Russ Breimeier）看好专辑，强调哈德森的作曲风格与哈德森音乐情感力量“形成一个有洞察力的很般配的对子”。他进一步认为哈德逊是“青年才俊”，期待明年听到她更多的音乐。同样，《穿越节奏》的托尼·卡明斯（Tony Cummings）认为哈德森是“声乐人才”，推荐读者去听这张专辑。《幻想天堂》的安迪·阿佳拉基斯（Andy Argyrakis）表示，哈德森在教堂被培养有“回报”，并指出“尽管流行乐的份量非常小，但很难忽略哈德森的真诚和歌词上的成熟度”。《公告牌》的DEP称哈德森为人才，将专辑标榜为“现代摇滚专辑的特征跟毅力和脆弱的部分一样显著”，“令人印象深刻”。专辑对于红山唱片来说是商业上的失败，仅卖出100份到200份之间。

## 音乐易帜
专辑发行没多久，红山唱片破产。专辑是哈德逊唯一一张有基督教音乐影响的专辑，这之后她把凯蒂·佩里当作艺名。由于哈德森的知名度日益增加，专辑在她粉丝当中成为一样很受欢迎的收藏品。

## 曲目列表
摘录自专辑内页。
| 曲序     | 曲目             | 词曲                          | 制作人          | 时长  |
| -------- | ---------------- | ----------------------------- | --------------- | ----- |
| 1.       | 相信我（Trust in Me）       | 凯蒂·哈德森、马克·迪克森（Mark Dickson）  | 奥托·布莱斯     | 4:46  |
| 2.       | 咄咄逼人（Piercing）     | 哈德森、布莱恩·怀特（Brian White）       | 科利尔          | 4:06  |
| 3.       | 找我（）         | 哈德森、斯科特·菲尔科罗夫（Scott Faircloff） | 科利尔          | 5:00  |
| 4.       | 最后的求救（Last Call）   | 哈德森                        | 大卫·勃朗宁（David Browning） | 3:07  |
| 5.       | 成长的痛苦（Growing Pains）   | 哈德森、迪克森                | 勃朗宁          | 4:05  |
| 6.       | 内心的魔鬼（My Own Monster）   | 哈德森                        | 勃朗宁          | 5:25  |
| 7.       | 想吐（）         | 哈德森                        | 普莱斯          | 5:10  |
| 8.       | 信仰不会失灵（Faith Won't Fail） | 哈德森、迪克森                | 普赖斯          | 5:14  |
| 9.       | 纯天然（Naturally）       | 哈德森、菲尔科罗夫            | 勃朗宁          | 4:33  |
| 10.      | 什么都不剩时（When There's Nothing Left） | 哈德森                        | 勃朗宁          | 6:45  |
| 总时长： | 总时长：         | 总时长：                      | 总时长：        | 48:11 |